# Apulu
Apulu (ou, après syncope, Aplu) est le nom d'une divinité étrusque équivalente à l'Apollon grec et à l'Apollo latin.

## Présentation
Apulu est le dieu du tonnerre, de la foudre, du Soleil et de la lumière, de la médecine et des épidémies, et est le frère jumeau de Aritimi. Il est représenté avec une couronne et des rameaux de laurier. Il n'apparaît pas sur le foie de Plaisance.

## Étymologie
Il n'a pas été introduit directement de Grèce, mais par l'intermédiaire du Latium. Si le nom provenait du grec Απολλων, le «n» se retrouverait dans la forme étrusque.

## Iconographie
Sa représentation la plus célèbre est l'Apollon de Véies.